# 柳津駅 (宮城県)
柳津駅（やないづえき）は、宮城県登米市津山町柳津字谷木（やぎ）にある、東日本旅客鉄道（JR東日本）気仙沼線の駅ならびに気仙沼線BRTのバス停留所である。
当駅は鉄道路線としての気仙沼線の終着駅であり、BRTとの接続駅となっている。なお、BRTの一部の便は前谷地駅へ直通し、直通する便は全便が前谷地駅 - 当駅間をノンストップで運行している。

## 歴史
気仙沼線は、まず気仙沼駅から本吉駅までの区間が1957年（昭和32年）に開通し、次に前谷地駅から本吉駅に向かう形で線路の敷設工事が行われた。1968年（昭和43年）10月24日に前谷地駅から柳津駅までの区間が柳津線として開通し、柳津駅はこの時にその終端駅として開業した。その後、1977年（昭和52年）12月11日に気仙沼線は全線開通し、柳津駅は中間駅となったが、柳津駅から気仙沼方は東日本大震災での被災を経てBRT化され、2020年（令和2年）4月1日付で43年ぶりに終端駅に戻った。

### 年表
- 1968年（昭和43年）10月24日：日本国有鉄道柳津線の終着駅として開業[2]。
- 1977年（昭和52年）12月11日：本吉駅 - 当駅間開業により気仙沼線全通。柳津線が気仙沼線に編入され、気仙沼線の途中駅となる。
- 1987年（昭和62年）4月1日：国鉄分割民営化に伴い、JR東日本の駅となる[2]。
- 2001年（平成13年）10月14日：天皇・皇后の宮城県訪問（国体臨席）に伴う1号御料車編成（DD51 842牽引）のお召し列車が、仙台駅から小牛田駅・石巻線・前谷地駅を経由して当駅間に運転される[6]。
- 2011年（平成23年）
  - 3月11日：東日本大震災により営業休止。
  - 4月29日：前谷地駅 - 当駅間で再開。
- 2012年（平成24年）8月20日：当駅 - 気仙沼駅間がBRTで仮復旧[報道 1]。
- 2015年（平成27年）6月27日：前谷地駅 - 当駅間でBRTを延伸[報道 2]。
- 2018年（平成30年）7月1日：BRTが専用道延伸により当駅構内に乗り入れ[報道 3]。
- 2020年（令和2年）4月1日：当駅 - 気仙沼駅間の鉄道事業が廃止される[報道 4][報道 5]。
- 2022年（令和4年）4月1日：登米市による乗車券委託販売（簡易委託）の受託を解除し、終日無人化[3]。

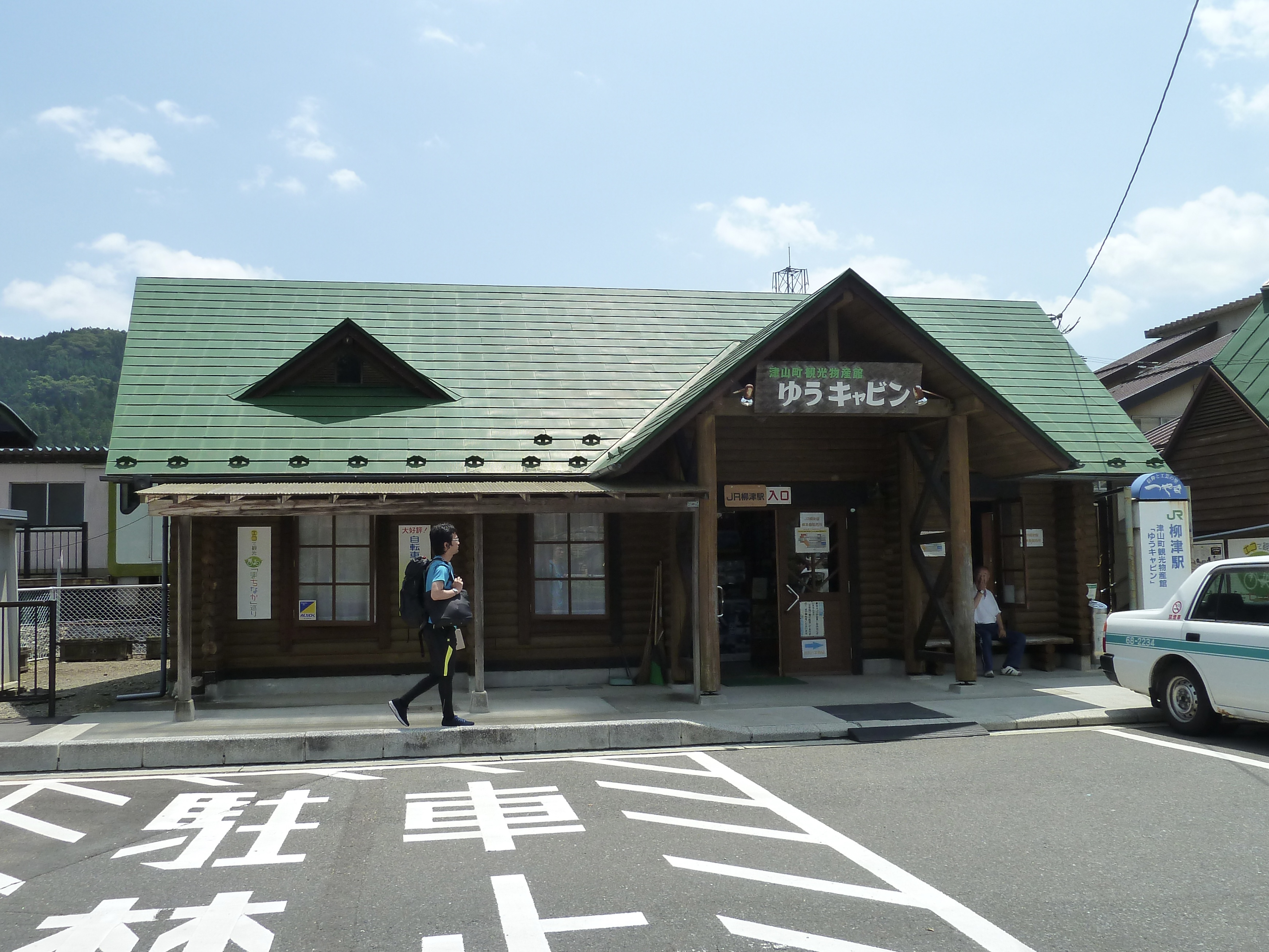
2022年まで使われた駅舎（2019年7月）

## 駅構造
鉄道としては単式ホーム1面1線を有する地上駅である。跨線橋があり、駅舎、ホームおよび駅舎の反対側の道路を連絡している。
小牛田駅管理の無人駅である。以前は登米市が受託する簡易委託駅で、駅舎「ゆうキャビン」内のカウンターで乗車券類を発売していた。
かつては島式ホーム1面2線であり、1番線が下り気仙沼方面、2番線が上り前谷地方面であった。
BRTの乗降場は鉄道ホームから気仙沼方に進んだ専用道上にあり、2車線で上下便の同時停車が可能（番線の設定はない）。鉄道駅とは別に待合室が設けられている他、鉄道ホームと平面で直結する通路が整備されている。専用道は駅前広場と接続しており、前谷地駅発着便の出入りや、駅前広場への留置に利用される。BRTの運行開始時は駅前広場から発着していたが、2018年（平成30年）7月1日より現在の乗降場に移転した。

### のりば
| 番線 | 路線       | 行先               |
| ---- | ---------- | ------------------ |
| 1    | ■ 気仙沼線 | 前谷地・小牛田方面 |

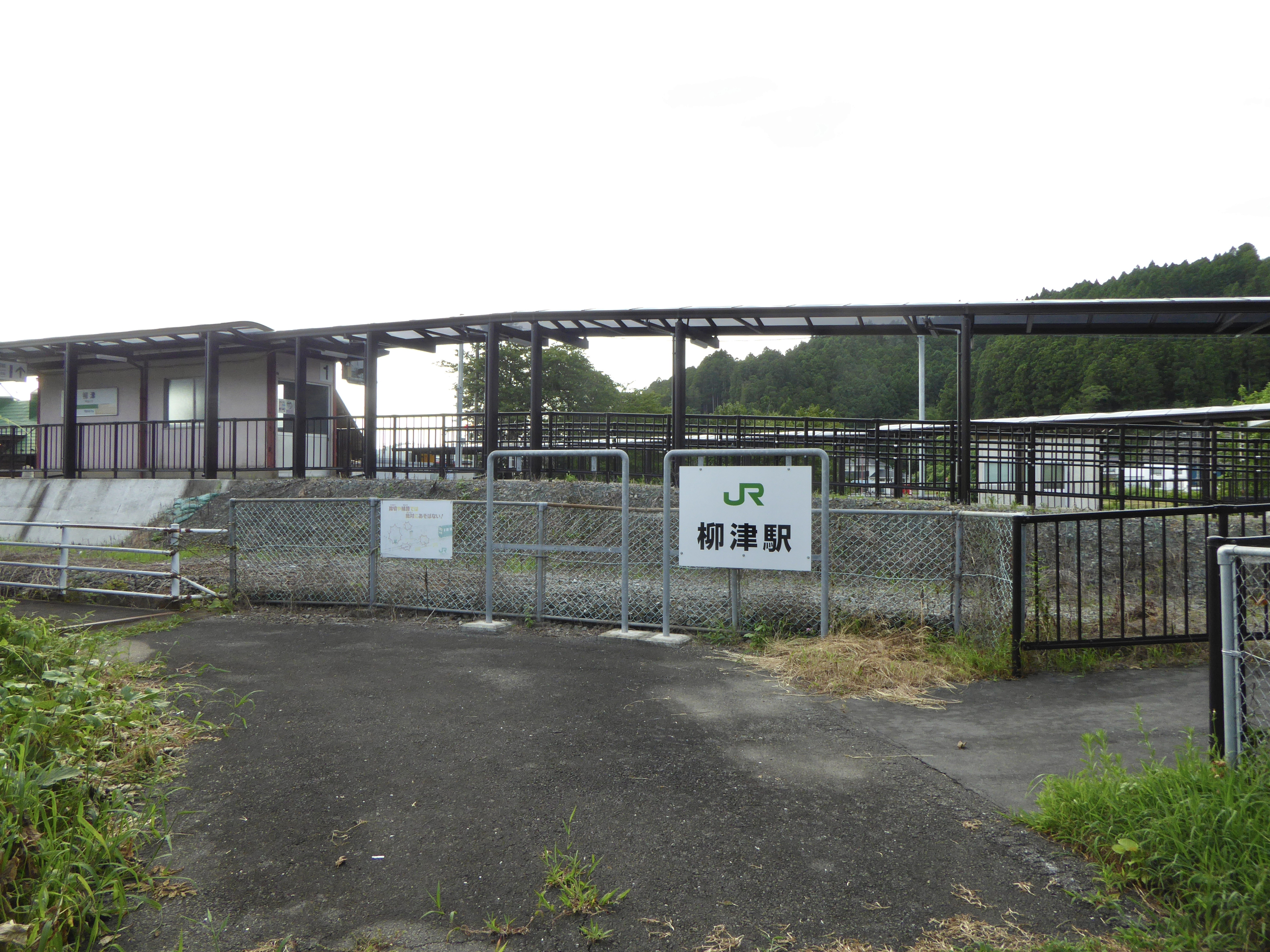
南側入口（2022年8月）
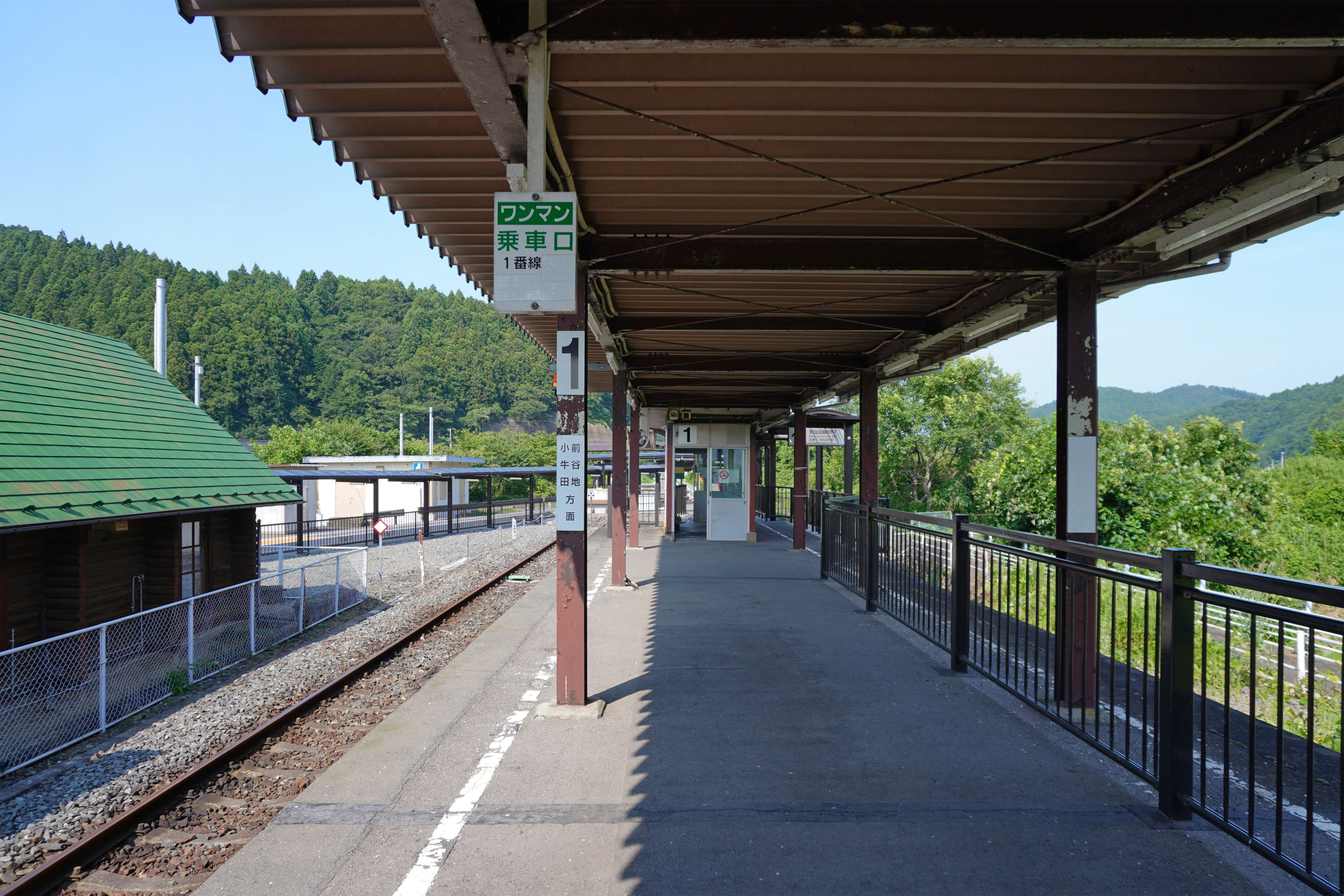
1番線ホーム（2023年7月）
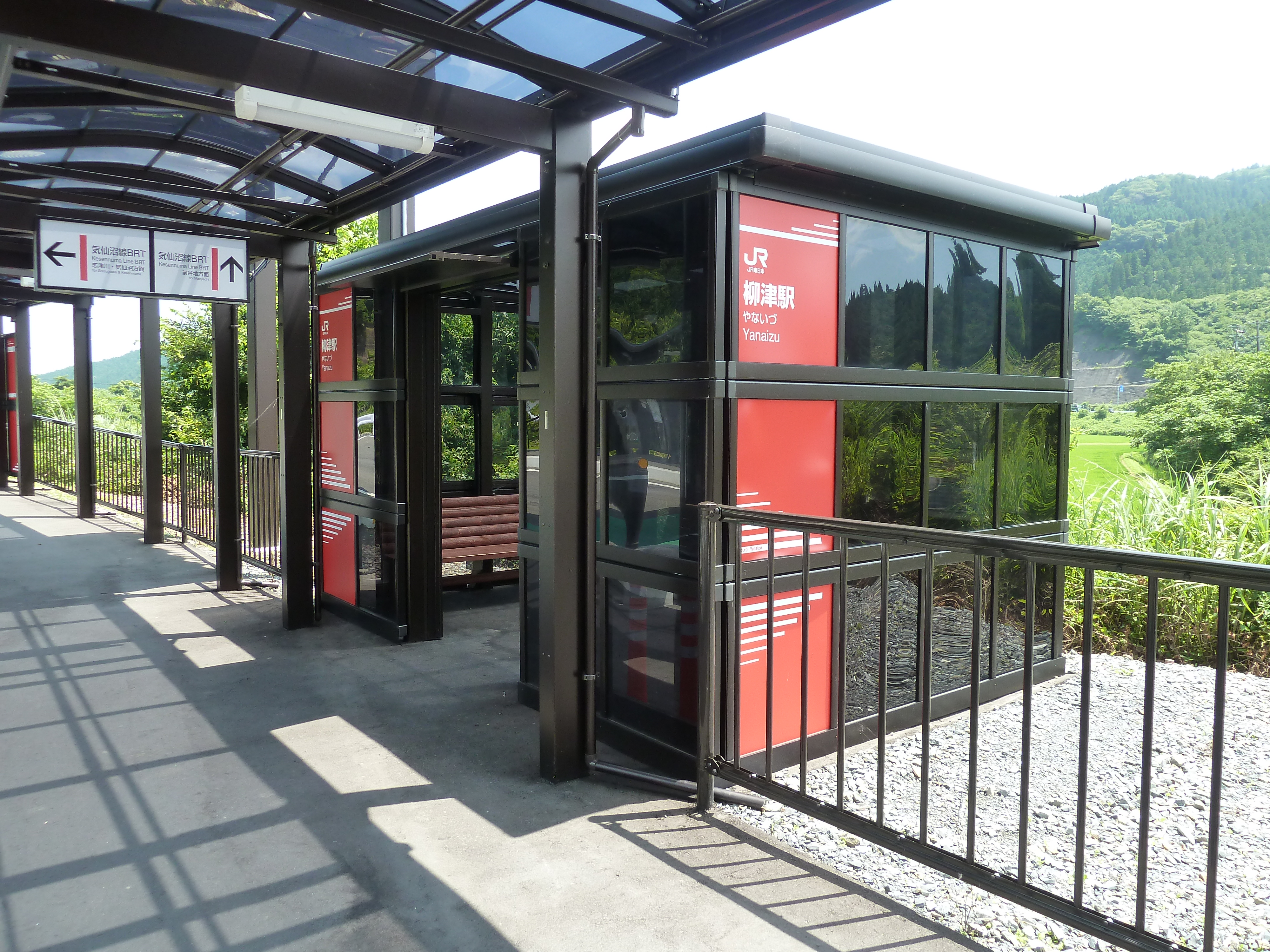
BRTのりば（2019年7月）
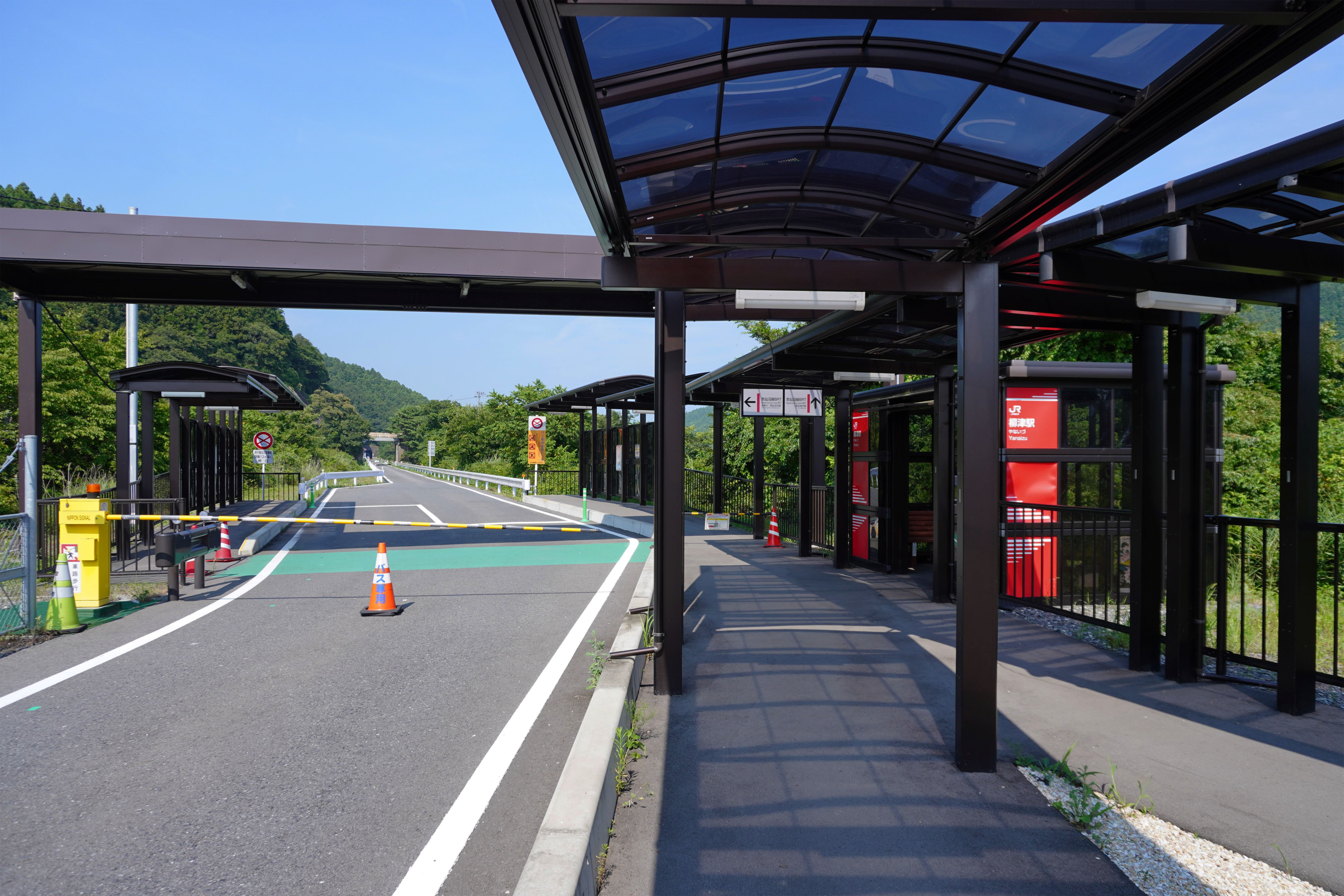
BRTのりばまでの通路（2023年7月）

## 利用状況
JR東日本によると、2023年度（令和5年度）のBRTの1日平均乗車人員は37人である。鉄道の利用状況については無人化のため、現在は公表されていない。
2000年度（平成12年度）以降の推移は以下のとおりである。
| 1日平均乗車人員推移 | 1日平均乗車人員推移 | 1日平均乗車人員推移 | 1日平均乗車人員推移 | 1日平均乗車人員推移 | 1日平均乗車人員推移   |
| 年度                | 鉄道                | 鉄道                | 鉄道                | BRT                 | 出典                  |
| 年度                | 定期外              | 定期                | 合計                | BRT                 | 出典                  |
| ------------------- | ------------------- | ------------------- | ------------------- | ------------------- | --------------------- |
| 2000年（平成12年）  |                     |                     | 68                  | 未開業              | [ 鉄道 1 ]            |
| 2001年（平成13年）  |                     |                     | 62                  | 未開業              | [ 鉄道 2 ]            |
| 2002年（平成14年）  |                     |                     | 76                  | 未開業              | [ 鉄道 3 ]            |
| 2003年（平成15年）  |                     |                     | 76                  | 未開業              | [ 鉄道 4 ]            |
| 2004年（平成16年）  |                     |                     | 75                  | 未開業              | [ 鉄道 5 ]            |
| 2005年（平成17年）  |                     |                     | 56                  | 未開業              | [ 鉄道 6 ]            |
| 2006年（平成18年）  |                     |                     | 49                  | 未開業              | [ 鉄道 7 ]            |
| 2007年（平成19年）  |                     |                     | 47                  | 未開業              | [ 鉄道 8 ]            |
| 2008年（平成20年）  |                     |                     | 42                  | 未開業              | [ 鉄道 9 ]            |
| 2009年（平成21年）  |                     |                     | 41                  | 未開業              | [ 鉄道 10 ]           |
| 2010年（平成22年）  |                     |                     | 34                  | 未開業              | [ 鉄道 11 ]           |
| 2011年（平成23年）  | 非公表              | 非公表              | 非公表              | 未開業              |                       |
| 2012年（平成24年）  | 12                  | 27                  | 40                  | 未開業              | [ 鉄道 12 ]           |
| 2013年（平成25年）  | 23                  | 31                  | 55                  | 38                  | [ 鉄道 13 ] [ BRT 2 ] |
| 2014年（平成26年）  | 22                  | 28                  | 51                  | 32                  | [ 鉄道 14 ] [ BRT 3 ] |
| 2015年（平成27年）  | 25                  | 31                  | 57                  | 40                  | [ 鉄道 15 ] [ BRT 4 ] |
| 2016年（平成28年）  | 19                  | 38                  | 58                  | 33                  | [ 鉄道 16 ] [ BRT 5 ] |
| 2017年（平成29年）  | 17                  | 37                  | 54                  | 34                  | [ 鉄道 17 ] [ BRT 6 ] |
| 2018年（平成30年）  | 16                  | 27                  | 43                  | 36                  | [ 鉄道 18 ] [ BRT 7 ] |
| 2019年（令和元年）  | 15                  | 26                  | 42                  | 31                  | [ 鉄道 19 ] [ BRT 8 ] |
| 2020年（令和02年）  | 7                   | 22                  | 30                  | 17                  | [ 鉄道 20 ] [ BRT 9 ] |
| 2021年（令和03年）  | 非公表              | 非公表              | 非公表              | 22                  | [ BRT 10 ]            |
| 2022年（令和04年）  | 非公表              | 非公表              | 非公表              | 25                  | [ BRT 11 ]            |
| 2023年（令和05年）  | 非公表              | 非公表              | 非公表              | 37                  | [ BRT 1 ]             |

## 駅周辺
- 登米市役所 津山総合支所（旧・津山町役場）
- 津山郵便局
- 登米警察署柳津駐在所
- 国道45号
- 国道342号
- 宮城県道61号涌谷津山線
- 登米市民バス「柳津駅前」停留所

## その他
- 2021年（令和3年）5月 - 10月に放送されたNHK連続テレビ小説「おかえりモネ」で、主人公が気仙沼へ帰省する際に当駅で撮影されたシーンが登場した。駅名は「桃津駅」とされた（第11回、2021年〈令和3年〉5月31日放送）。

## 隣の駅
東日本旅客鉄道（JR東日本）
■気仙沼線
御岳堂駅 - 柳津駅

### かつて存在した路線
東日本旅客鉄道（JR東日本）
■気仙沼線（BRT転換区間）
柳津駅  - 陸前横山駅

## 隣の停留所
東日本旅客鉄道（JR東日本）
■気仙沼線BRT
前谷地駅 - 柳津駅  - 陸前横山駅

### 記事本文

#### 報道発表資料
1. ↑  「気仙沼線における暫定的なサービス提供開始について (PDF)」（プレスリリース）、東日本旅客鉄道仙台支社／東日本旅客鉄道盛岡支社、2012年7月18日。2020年6月20日時点のオリジナル (PDF)よりアーカイブ。2020年6月21日閲覧。
2. ↑  「気仙沼線BRT運行区間の前谷地駅延伸について (PDF)」（プレスリリース）、東日本旅客鉄道仙台支社／東日本旅客鉄道盛岡支社、2015年4月23日。2020年6月20日時点のオリジナル (PDF)よりアーカイブ。2020年11月7日閲覧。
3. ↑  「気仙沼線BRTダイヤ改正について (PDF)」（プレスリリース）、東日本旅客鉄道仙台支社／東日本旅客鉄道盛岡支社、2018年6月8日。2018年12月15日時点のオリジナル (PDF)よりアーカイブ。2020年6月21日閲覧。
4. ↑  「気仙沼線（柳津～気仙沼間）及び大船渡線（気仙沼～盛間）における鉄道事業の廃止の日の繰上げの届出について (PDF)」（プレスリリース）、東日本旅客鉄道、2020年1月31日。2020年2月6日閲覧。
5. ↑  「鉄道事業の廃止の届出に係る廃止の日の繰上げについて (PDF)」（プレスリリース）、国土交通省東北運輸局、2020年1月29日。2020年2月1日時点のオリジナル (PDF)よりアーカイブ。2020年2月6日閲覧。

### 利用状況
鉄道
1. ↑  「JR東日本：各駅の乗車人員（2000年度）」東日本旅客鉄道。2025年7月29日閲覧。
2. ↑  「JR東日本：各駅の乗車人員（2001年度）」東日本旅客鉄道。2025年7月29日閲覧。
3. ↑  「JR東日本：各駅の乗車人員（2002年度）」東日本旅客鉄道。2025年7月29日閲覧。
4. ↑  「JR東日本：各駅の乗車人員（2003年度）」東日本旅客鉄道。2025年7月29日閲覧。
5. ↑  「JR東日本：各駅の乗車人員（2004年度）」東日本旅客鉄道。2025年7月29日閲覧。
6. ↑  「JR東日本：各駅の乗車人員（2005年度）」東日本旅客鉄道。2025年7月29日閲覧。
7. ↑  「JR東日本：各駅の乗車人員（2006年度）」東日本旅客鉄道。2025年7月29日閲覧。
8. ↑  「JR東日本：各駅の乗車人員（2007年度）」東日本旅客鉄道。2025年7月29日閲覧。
9. ↑  「JR東日本：各駅の乗車人員（2008年度）」東日本旅客鉄道。2025年7月29日閲覧。
10. ↑  「JR東日本：各駅の乗車人員（2009年度）」東日本旅客鉄道。2025年7月29日閲覧。
11. ↑  「JR東日本：各駅の乗車人員（2010年度）」東日本旅客鉄道。2025年7月29日閲覧。
12. ↑  「JR東日本：各駅の乗車人員（2012年度）」東日本旅客鉄道。2025年7月29日閲覧。
13. ↑  「各駅の乗車人員 2013年度 ベスト100以外（9）：JR東日本」東日本旅客鉄道。2025年7月29日閲覧。
14. ↑  「各駅の乗車人員 2014年度 ベスト100以外（9）：JR東日本」東日本旅客鉄道。2025年7月29日閲覧。
15. ↑  「各駅の乗車人員 2015年度 ベスト100以外（9）：JR東日本」東日本旅客鉄道。2025年7月29日閲覧。
16. ↑  「各駅の乗車人員 2016年度 ベスト100以外（9）：JR東日本」東日本旅客鉄道。2025年7月29日閲覧。
17. ↑  「各駅の乗車人員 2017年度 ベスト100以外（9）：JR東日本」東日本旅客鉄道。2025年7月29日閲覧。
18. ↑  「各駅の乗車人員 2018年度 ベスト100以外（9）：JR東日本」東日本旅客鉄道。2025年7月29日閲覧。
19. ↑  「各駅の乗車人員 2019年度 ベスト100以外（8）：JR東日本」東日本旅客鉄道。2025年7月29日閲覧。
20. ↑  「各駅の乗車人員 2020年度 101位以下（8）| 企業サイト：JR東日本」東日本旅客鉄道。2025年7月29日閲覧。

BRT
1. 1 2  「BRT駅別乗車人員（2023年度）| 企業サイト：JR東日本」東日本旅客鉄道。2025年7月29日閲覧。
2. ↑  「BRT駅別乗車人員（2013年度）：JR東日本」東日本旅客鉄道。2025年7月29日閲覧。
3. ↑  「BRT駅別乗車人員（2014年度）：JR東日本」東日本旅客鉄道。2025年7月29日閲覧。
4. ↑  「BRT駅別乗車人員（2015年度）：JR東日本」東日本旅客鉄道。2025年7月29日閲覧。
5. ↑  「BRT駅別乗車人員（2016年度）：JR東日本」東日本旅客鉄道。2025年7月29日閲覧。
6. ↑  「BRT駅別乗車人員（2017年度）：JR東日本」東日本旅客鉄道。2025年7月29日閲覧。
7. ↑  「BRT駅別乗車人員（2018年度）：JR東日本」東日本旅客鉄道。2025年7月29日閲覧。
8. ↑  「BRT駅別乗車人員（2019年度）：JR東日本」東日本旅客鉄道。2025年7月29日閲覧。
9. ↑  “BRT駅別乗車人員（2020年度）| 企業サイト：JR東日本”.   東日本旅客鉄道. 2025年7月29日閲覧。
10. ↑  「BRT駅別乗車人員（2021年度）| 企業サイト：JR東日本」東日本旅客鉄道。2025年7月29日閲覧。
11. ↑  「BRT駅別乗車人員（2022年度）| 企業サイト：JR東日本」東日本旅客鉄道。2025年7月29日閲覧。